# Мост Плаки
Мост Пла́ки (греч. Γεφύρι της Πλάκας) — каменный одноарочный мост XIX века в периферии Эпир в Греции. Разрушен наводнением 1 февраля 2015 года и восстановлен 5 лет спустя, к середине февраля 2020 года.
Мост расположен на границе периферийных единиц Янина и Арта и переброшен через реку Арахтос. Находится рядом с селом Плака в сообществе Рафтанеи в общине Вория-Дзумерка. С шириной свода 40 м и высотой свода 17,61 м является крупнейшим одноарочным мостом в Греции и на Балканах, а также третьим в Европе. Также по бокам от основного свода располагаются две небольшие арки шириной 6 м. 
Мост является отправной точкой для рафтинга и каноинга на реке Арахтос.

## История

### Строительство
Мост был построен по приказу османского султана Абдул-Азиза. Строительство проходило под руководством местного архитектора Костаса Бекаса из соседней деревни Праманда и было завершено в 1866 году. До Бекаса было предпринято две попытки строительства моста другими специалистами в 1860 и в 1863 году, однако обе попытки оказались безуспешны. В 1860 году мост обрушился во время строительства, а в 1863 году обрушение произошло в момент открытия моста. Стоимость строительства составила 180 000 турецких курушей. Финансировали проект местные общины и богатый греческий купец Иоанис Лулис.

### Эксплуатация

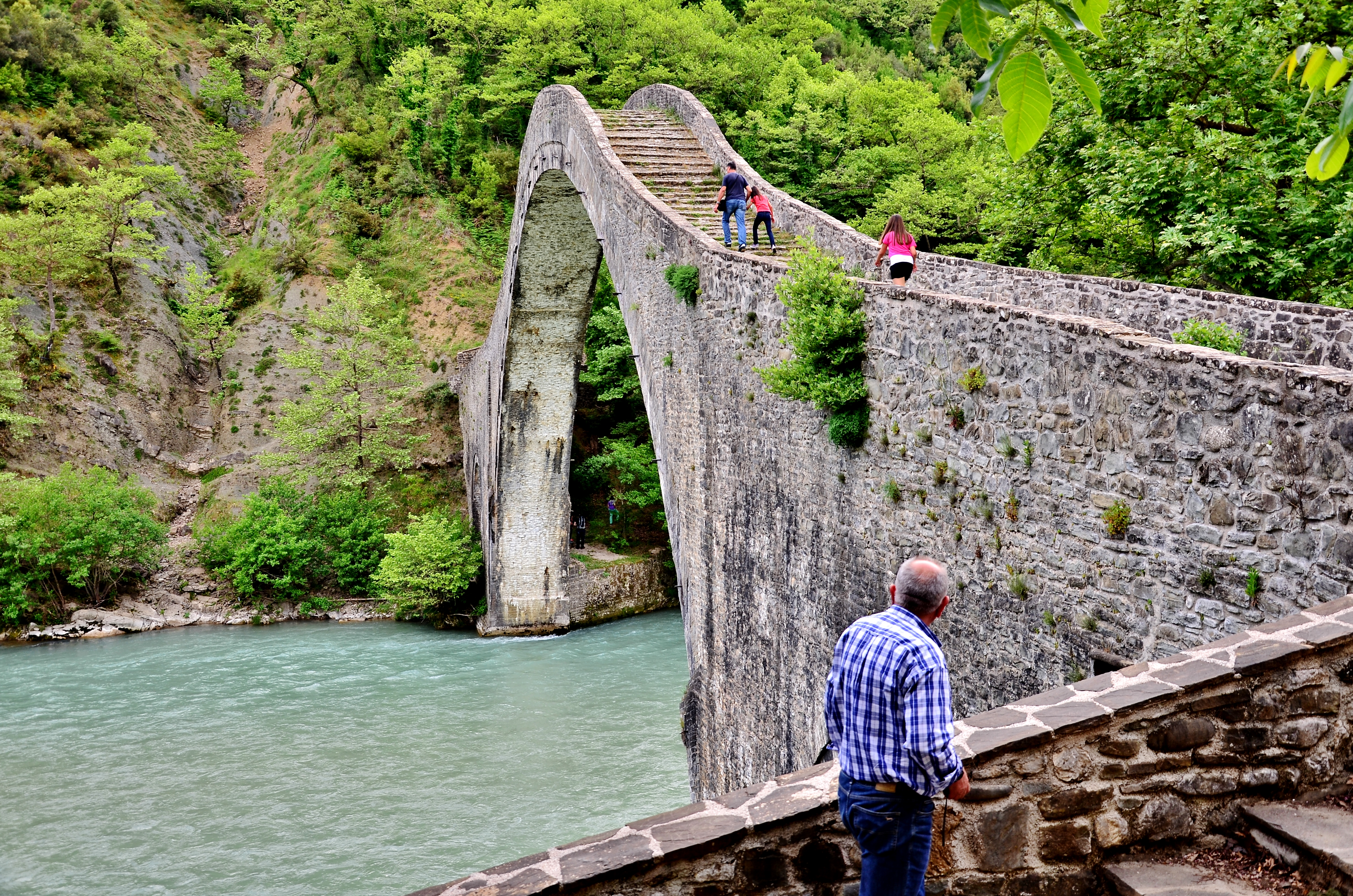
Мост Плаки до обрушения

3 февраля 1878 года во время анти-османского восстания греческие войска под командованием Константиноса Котикаса победили турецкий гарнизон, размещенный в районе моста и заставили его отступить. 
Между 1880 и 1912 годом мост находился на границе  между Греческим Королевством и Османской империей. Рядом с ним было возведено здание таможни, которое существует до сих пор. Кроме того рядом с мостом размещался форпост греческой армии и гостиница. 
Во время Второй Мировой войны мост был подорван немцами, однако получил лишь незначительные повреждения. Местные жители отремонтировали его в 1943 году. 29 февраля 1944 года во время оккупации Греции странами «оси» в районе моста был подписан Договор Плаки-Мирофило между Движением Сопротивления, Национально-освободительным фронтом Греции, Народной республиканской греческой лигой и Национальным и социальным освобождением.
Во время сильных дождей 2007 года арка моста почти рухнула, однако решение о восстановлении моста не было принято, что вызвало повышенную критику со стороны общественности.

### Обрушение
Мост являлся одним из ярчайших примеров греческой народной архитектуры. Он обрушился 1 февраля 2015 года из-за повышения уровня вод, вызванных обильными ливнями в Эпире. Воды реки Арахтос смыли опоры моста в реку и арка обрушилась. На следующий день министр инфраструктуры, транспорта и коммуникаций Греции Христос Спирдзис и представители министерства культуры страны совершили поездку в регион, чтобы оценить ущерб. Специалистами было объявлено, что техническая возможность восстановить мост существует. При последующей реконструкции из воды будут подняты обломки моста, смытые наводнением.

### Реставрация
В середине февраля 2020 года реставрационные работы были завершены и убран металлический каркас, который поддерживал мост во время проведения работ. В работах участвовали более 300 человек, в том числе команда из 30 профессоров и 40 исследователей из Афинского политехнического университета под руководством профессора Димитриоса Калиамбакоса (Δημήτριος Καλιαμπάκος). По словам Калиамбакоса мост «готов и проходит испытания в самых суровых зимних условиях, а затем будет открыт для публики в начале лета». При работах использовались оригинальные технологии. Было уложено 9000 каменных блоков размером 70×40×10 см.
В 2021 году проект восстановления моста Плаки получил одну из 24 премий европейского культурного наследия Europa Nostra.